# Campeonato Mundial de Atletismo de 2013 - Revezamento 4x400 m feminino
A prova dos 4 x 400 metros estafetas feminino do Campeonato Mundial de Atletismo de 2013 foi disputada entre os dias 16 e 17 de agosto no Estádio Lujniki, em Moscou.

## Recordes
Antes desta competição, os recordes mundiais e do campeonato nesta prova eram os seguintes:
| Tipo                  | Atleta                                                                                         | Tempo   | Local     | Data                 | Ref |
| --------------------- | ---------------------------------------------------------------------------------------------- | ------- | --------- | -------------------- | --- |
|                       | União Soviética · Tatyana Ledovskaya, Olga Nazarova, Mariya Pinigina, Olga Bryzgina            | 3:15.17 | Seul      | 1 de outubro de 1988 | ver |
| Recorde do campeonato | Estados Unidos · Gwen Torrence, Maicel Malone-Wallace, Natasha Kaiser-Brown, Jearl Miles Clark | 3:16.71 | Stuttgart | 22 de agosto de 1993 | ver |

## Medalhistas
| Ouro                                                                                   | Prata                                                                          | Bronze                                                                   |
| Estados Unidos · Jessica Beard · Natasha Hastings · Ashley Spencer · Francena McCorory | Grã-Bretanha · Eilidh Child · Shana Cox · Margaret Adeoye · Christine Ohuruogu | França · Marie Gayot · Lénora Guion-Firmin · Muriel Hurtis · Floria Guei |

## Cronograma
| Data         | Hora  | Evento   |
| ------------ | ----- | -------- |
| 16 de agosto | 11:30 | Baterias |
| 17 de agosto | 19:30 | Final    |

Todos os horários são horas locais (UTC +4)

## Resultados

### Baterias
Qualificação: Os 2 de cada bateria (Q) e os 2 mais rápidos (q) avançam para a final. 
| Classificação | Bateria | Faixa | Nacionalidade     | Atleta                                                                  | Tempo   | Nota       |
| ------------- | ------- | ----- | ----------------- | ----------------------------------------------------------------------- | ------- | ---------- |
| 2             | 1       | 4     | Estados Unidos    | Ashley Spencer, Jessica Beard, Joanna Atkins, Francena McCorory         | 3:25.18 | Q          |
| 3             | 2       | 5     | Grã-Bretanha      | Eilidh Child, Shana Cox, Margaret Adeoye, Christine Ohuruogu            | 3:25.29 | Q          |
| 4             | 2       | 2     | Nigéria           | Patience Okon George, Bukola Abogunloko, Omolara Omotoso, Regina George | 3:27.29 | Q, SB      |
| 5             | 2       | 3     | França            | Marie Gayot, Muriel Hurtis, Phara Anacharsis, Floria Guei               | 3:27.75 | q, SB      |
| 6             | 1       | 5     | Itália            | Chiara Bazzoni, Marta Milani, Maria Benedicta Chigbolu, Libania Grenot  | 3:29.62 | Q, SB      |
| 6             | 3       | 3     | Roménia           | Alina Andreea Panainte, Adelina Pastor, Sanda Belgyan, Bianca Răzor     | 3:29.62 | Q          |
| 8             | 1       | 3     | Ucrânia           | Daryna Prystupa, Olha Zemlyak, Alina Lohvynenko, Nataliya Pyhyda        | 3:29.63 | q          |
| 9             | 3       | 7     | Polónia           | Małgorzata Hołub, Patrycja Wyciszkiewicz, Iga Baumgart, Justyna Święty  | 3:29.75 |            |
| 10            | 3       | 6     | Bielorrússia      | Hanna Reishal, Iryna Khliustava, Yuliya Yurenia, Ilona Vusovich         | 3:30.28 | SB         |
| 11            | 1       | 2     | Chéquia           | Denisa Rosolová, Jitka Bartonicková, Jana Slaninová, Zuzana Hejnová     | 3:30.48 |            |
| 12            | 3       | 5     | Canadá            | Alicia Brown, Sarah Wells, Noelle Montcalm, Jenna Martin                | 3:31.09 | SB         |
| 13            | 2       | 7     | Bahamas           | Amara Jones, Lanece Clarke, Shakeitha Henfield, Cotrell Martin          | 3:32.91 |            |
| 14            | 2       | 4     | Trinidad e Tobago | Shawna Fermin, Sparkle McKnight, Domonique Williams, Romona Modeste     | 3:33.50 |            |
| 15            | 1       | 6     | Índia             | Nirmala, Tintu Luka, Anu Mariam Jose, M. R. Poovamma                    | 3:38.81 |            |
| 16            | 2       | 6     | Botswana          | Goitseone Seleka, Lydia Mashila, Oarabile Babolayi, Amantle Montsho     | 3:38.96 | SB         |
| 17 !          | 3       | 4     | Jamaica           | Rosemarie Whyte, Kaliese Spencer, Anastasia Le-Roy, Christine Day       | DQ      |            |
| —             | 3       | 2     | Rússia            | Yuliya Gushchina, Tatyana Firova, Natalya Antyukh, Kseniya Ryzhova      | 3:23.51 | DSQ Doping |

### Final
A final foi iniciada às 19:30. 
| Classificação     | Faixa | Nacionalidade  | Atleta                                                                  | Tempo   | Nota       |
| ----------------- | ----- | -------------- | ----------------------------------------------------------------------- | ------- | ---------- |
| Medalha de ouro   | 5     | Estados Unidos | Jessica Beard, Natasha Hastings, Ashley Spencer, Francena McCorory      | 3:20.41 | SB         |
| Medalha de prata  | 6     | Grã-Bretanha   | Eilidh Child, Shana Cox, Margaret Adeoye, Christine Ohuruogu            | 3:22.61 | SB         |
| Medalha de bronze | 1     | França         | Marie Gayot, Lénora Guion-Firmin, Muriel Hurtis, Floria Guei            | 3:24.21 | SB         |
| 4                 | 2     | Ucrânia        | Daryna Prystupa, Olha Lyakhova, Alina Lohvynenko, Nataliya Pyhyda       | 3:27.38 | SB         |
| 5                 | 3     | Nigéria        | Omolara Omotoso, Patience Okon George, Bukola Abogunloko, Regina George | 3:27.57 |            |
| 6                 | 8     | Roménia        | Adelina Pastor, Elena Mirela Lavric, Sanda Belgyan, Bianca Răzor        | 3:28.40 | SB         |
| 7 !               | 7     | Itália         | Chiara Bazzoni, Marta Milani, Maria Enrica Spacca, Libania Grenot       | DQ      |            |
| —                 | 4     | Rússia         | Yuliya Gushchina, Tatyana Firova, Kseniya Ryzhova, Antonina Krivoshapka | 3:20.19 | DSQ Doping |

Legenda
| Recorde mundial       | Recorde mundial (World record)               |                       | Recorde africano                      | Recorde africano (African) |                                           | Q | Classificado por posição (Qualified) |
| Recorde do campeonato | Recorde do campeonato (Championship record)  | Recorde da América    | Recorde da América (Americas)         | q                          | Classificado por melhor tempo (Qualified) |   |                                      |
| Melhor marca do ano   | Melhor marca do ano (World leading)          | Recorde asiático      | Recorde asiático (Asian)              | DNS                        | Não largou (Did not start)                |   |                                      |
| Recorde nacional      | Recorde nacional (National record)           | Recorde europeu       | Recorde europeu (European)            | DNF                        | Não terminou (Did not finish)             |   |                                      |
| Recorde pessoal       | Recorde pessoal do atleta (Personal best)    | Recorde da Oceania    | Recorde da Oceania (Oceania)          | DSQ / DQ                   | Desclassificado (Disqualified)            |   |                                      |
| Recorde da temporada  | Recorde da temporada do atleta (Season best) | Recorde sul-americano | Recorde sul-americano (South America) | NM                         | Sem marca (No mark)                       |   |                                      |